# Nowołuhanśke
Nowołuhanśke (ukr. Новолуганське) – osiedle na Ukrainie, w obwodzie donieckim, w rejonie bachmuckim. W 2001 liczyło 3830 mieszkańców.